# София Саксен-Вейсенфельская (маркграфиня Бранденбург-Байрейта)
Со́фия Саксен-Вейсенфельская (нем. Sophia von Sachsen-Weißenfels; 2 августа 1684, Вайсенфельс, Герцогство Саксен-Вейсенфельс — 6 мая 1752, Хоценплоц, Герцогство Верхняя и Нижняя Силезия) — принцесса из дома Веттинов, дочь Иоганна Адольфа I, герцога Саксен-Вейсенфельса. Первым браком жена герцога Эрнста; в замужестве — герцогиня Саксен-Гильдбурггаузена. Вторым браком жена рейхсграфа Альберта Йозефа; в замужестве — рейхсграфиня Годица и Вольфрамица.

## Биография
Принцесса София родилась в Вайсенфельсе 2 августа 1684 года. Она была дочерью герцога Иоганна Адольфа I, герцога Саксен-Вейсенфельса от его брака с Иоганной Магдаленой Саксен-Альтенбургской, дочерью Фридриха Вильгельма II, герцога Саксен-Альтенбурга.

### Первый брак
16 октября 1699 года в Лейпциге София сочеталась браком с Георгом Вильгельмом (16.11.1678 — 18.12.1726), маркграфа Бранденбург-Байрейта, с которым познакомилась во время посещения Лейпцигской ярмарки в том же году. В браке у супругов родились три сына и две дочери:
- Кристиана Софи Вильгельмина (1701 — 1749), маркграфиня Бранденбург-Байрейтская;
- Кристиан Вильгельм (род. и ум. 1706), умер вскоре после рождения;
- Эбергардина Елизавета (1706 — 1709), умерла в младенческом возрасте;
- Кристиан Фридрих Вильгельм (род. и ум. 1709), умер вскоре после рождения;
- Франц Адольф Вильгельм (род. и ум. 1709), умер вскоре после рождения.

После свадьбы Георг Вильгельм основал собственный двор, для которого им был построен дворец маркграфов в Эрлангене. София оказала болшое влияние на культурную жизнь маркграфства, которое при ней стало центром зингшпиля. Страсть к немецким операм она привезла с собой из родного Вайсенфельса, единственного двора в то время, в котором оперные произведения исполнялись исключительно на немецком языке.
София содержала роскошный двор с многочисленными развлечениями, что увеличило государственный долг Бранденбург-Байрейта. В 1705 году в Санкт-Георгене был заложен первый камень церкви, названной в её честь Софиенкирхе.
Легкомысленный характер Софии сделал её брак с Георгом Вильгельмом несчастным. Заигрывание маркграфини со шведским бароном так разозлило маркграфа, что он избил барона, а жену заключил в крепость Плассенбург.

### Вдовство
После смерти мужа, с разрешения нового маркграфа, Георга Фридриха Карла, София разместила резиденцию вдовствующей маркграфини во дворце маркграфов в Эрлангене, где прожила ещё восемь лет. Вначале резиденцию Софии планировалось разместить в Нойштадт-ан-дер-Айше.
«Личным поваром» вдовствующей маркграфини был Иоганн Альбрехт Грюнауэр, хозяин трактира «Чёрный орёл» в Эрланге и автор популярной поваренной книги, которая была напечатана и опубликована в Нюрнберге в 1733 году.

### Второй брак
14 июля 1734 года пятидесятилетняя София вышла замуж за двадцативосьмилетнего Альберта Иосифа (16.05.1706 — 18.03.1778), имперского графа Годица и Вольфрамица. Во втором браке она перешла в католицизм, за что получала ежегодную пенсию от императорского двора в Вене. София умерла 6 мая 1752 года и была кремирована. Её погребение считается первой кремацией в немецкоязычных государствах с XIII века.